# Championnat de Chypre de football 1945-1946
Navigation
Saison précédente Saison suivante
La saison 1945-1946 du Championnat de Chypre de football était la 9e édition officielle du championnat de première division à Chypre. Les six meilleurs clubs du pays se retrouvent au sein d'une poule unique, la Cypriot First Division, où ils s'affrontent deux fois, à domicile et à l'extérieur.
C'est l'EPA Larnaca, le tenant du titre, qui remporte le championnat pour la 2e fois de son histoire. L'EPA termine avec 2 points d'avance sur l'APOEL Nicosie et réussit un nouveau doublé en battant une nouvelle fois l'APOEL en finale de la Coupe de Chypre.

## Les 6 clubs participants
- EPA Larnaca
- APOEL Nicosie
- Çetinkaya Türk SK
- AEL Limassol
- Olympiakos Nicosie
- Pezoporikos Larnaca

## Compétition

### Classement
Le barème utilisé pour établir le classement est le suivant :
- Victoire : 2 points
- Match nul : 1 point
- Défaite : 0 point

| Rang | Équipe              | Pts | J  | G | N | P | Bp | Bc | Diff |
| ---- | ------------------- | --- | -- | - | - | - | -- | -- | ---- |
| 1    | EPA Larnaca T C     | 17  | 10 | 8 | 1 | 1 | 34 | 14 | +20  |
| 2    | APOEL Nicosie       | 15  | 10 | 7 | 1 | 2 | 37 | 12 | +25  |
| 3    | Pezoporikos Larnaca | 9   | 10 | 3 | 3 | 4 | 20 | 23 | -3   |
| 4    | AEL Limassol        | 8   | 10 | 3 | 2 | 5 | 16 | 22 | -6   |
| 5    | Çetinkaya Türk SK   | 6   | 10 | 3 | 0 | 7 | 17 | 35 | -18  |
| 6    | Olympiakos Nicosie  | 5   | 10 | 1 | 3 | 6 | 12 | 30 | -18  |

|  | Vainqueur du championnat de Chypre 1945-1946                                           |
|  | T : Tenant du titre C : Vainqueur de la Coupe de Chypre P : Promu de deuxième division |

## Bilan de la saison
| Championnat de Chypre de football 1945-1946 |                        |
| Champion                                    | EPA Larnaca (2e titre) |
| Coupes et trophées                          |                        |
| Vainqueur de la Coupe de Chypre 1945-1946   | EPA Larnaca            |
| Promotions et relégations                   |                        |
| Promus en Cypriot First Division            | Aucun                  |
| Relégués en Cypriot Second Division         | Aucun                  |